# Burg Reichenberg (Südtirol)
Die Burgruine Reichenberg (auch Schloss genannt) liegt an einem steil abfallenden Berghang über dem Dorf Taufers im Münstertal in Südtirol (Italien). Sie liegt auf etwa 1340 m s.l.m. Höhe und damit rund 150 Höhenmeter tiefer als die Ruine Rotund (Oberreichenberg), weshalb auch der Alternativname Unterreichenberg geläufig ist.

## Beschreibung
Die ursprüngliche Anlage hatte in ihrer Nord-Süd-Achse ein Ausmaß von etwa 100 Meter, in der West-Ost-Achse etwa 50 Meter. Heute ist neben einigen verfallenen Mauerteilen nur noch der mächtige, 23 Meter hohe und aus fünf Stockwerken bestehende Bergfried erhalten. Dieser wurde Ende des letzten Jahrtausends aufwendig restauriert. Die Baumaßnahmen sind jedoch von außen kaum zu erkennen, lediglich der neue, notwendige Zugang zum Hocheinstieg in einer Höhe von etwa zehn Metern ist bei näherer Betrachtung zu erkennen. Die Ruine ist frei zugänglich, es besteht jedoch Einsturzgefahr.

## Geschichte
Im 12. Jahrhundert wurde Reichenberg – wie Schloss Rotund im 10. Jahrhundert – von den Bischöfen von Chur erbaut und als Residenz genutzt. 1150 ging die Burg als Lehen an die Herren von Reichenberg. 1373 wurde die Anlage verkauft und gelangte so an die Vögte von Matsch. Diese starben 1504 aus und die Freiherren von Trapp erbten die Burg. 1559 bis in das 19. Jahrhundert war Reichenberg im Besitz der Grafen von Hendl. Seit 1680 ist die Anlage unbewohnt.